# Krosno Odrzańskie
Krosno Odrzańskie là một thị trấn thuộc huyện Krośnieński, tỉnh Lubuskie ở tây Ba Lan. Thị trấn có diện tích 8 km². Đến ngày 1 tháng 1 năm 2011, dân số của thị trấn là 11881 người và mật độ 1458 người/km².